# (1894) Haffner
(1894) Haffner – planetoida z pasa głównego asteroid okrążająca Słońce w ciągu 4 lat i 331 dni w średniej odległości 2,89 j.a. Została odkryta 26 października 1971 roku w Hamburg-Bergedorf Observatory w Bergedorfie przez Luboša Kohoutka. Nazwa planetoidy pochodzi od Hansa Haffnera (ur. 1912), niemieckiego astronoma. Przed nadaniem nazwy planetoida nosiła oznaczenie tymczasowe (1894) 1971 UH.